# Nawruz Ahmad
Nawruz Ahmad fou kan de Taixkent (vers 1528-1556) i kagan dels uzbeks (1552-1556) de la dinastia xibànida. Era fill de Siyunish ibn Muhàmmad Xaibani (Siyunish Khoja Khan o Siyunish Muhammad Sultan que havia rebut el feu de Taixkent a la mort del seu pare Muhàmmad Xaibani); Siyunish va morir una mica abans que el seu germà gran Kotxkunju, i a Taixkent el va succeir el seu fill Nawruz Ahmad Khan (conegut com a Barak Khan). La branca de Janibeg, representada pel seu net Abd Al·là ibn Iskandar, només governava al petit kanat de Kermineh, però després de la mort d'Abd al-Aziz Sultan ibn Ubayd Allah Khan es va apoderar de Kesvi que pertanyia a Khudai Berdi, el fill d'Abu Said Khan, i va amenavaçar el districte de Karshi. Per prevenir el conflicte Khudai Berdi Khan va bescanviar el seu feu amb Kilish Kara Sultan, fill de Kisten Kara Sultan, un cosí d'Abd Al·là que governava Sagraj. No obstant Abd Al·là tenia poc respecte tant pel seu cosí com per altres parents més llunyans i aviat es va apoderar de Karshi, i també va ocupar la ciutat de Xahrisabz que pertanyia a Gashim Sultan d'Hissar.
Quan Nawruz Ahmad fou elegit kagan va reunir un fort exèrcit a Taixkent, Turkestan i Khodjend i va marxar (1553) contra Abd Al·là. Va fer un intent d'ocupar Samarcanda (on governava Sultan Said, que segons sembla havia fet aliança amb Abd Al·là) i després va assetjar Xahrisabz; va demanar el suport de Yar Muhammad Sultan i a Burgan Sultan que governaven conjuntament a Bukharà. Abd Al·là va cridar en ajut al seu oncle Pir Muhammad de Balkh. Burgan va arribar a Kasan i va saquejar el districte de Karshi: Abd Al·là li va sortir a l'encontre; al moment crític de la batalla Pir Muhammad i les seves forces van arribar en ajut del kan de Kermineh, i el bukharià fou derrotat i es va haver de retirar. Abd Al·là i Pir Muhammad van marxar llavors en ajut de Xahrisabz, i ara també de Karshi, assetjades per Nawruz. Aquest no els va esperar, va aixecar els setges i es va retirar cap a Taixkent. Abd Al·là es va establir a Karshi i Pir Muhammad va retornar a la seva capital, que era Kilef a la regió de Balkh.
El 1554 Nawruz va renovar la lluita, i va capturar Samarcanda que estava en mans de Sultan Said, però després va fer les paus amb el jove príncep (amb la mediació del cap religiós Muhammad Sadik); Sultan Said va rebre la promesa que Burgan Sultan seria desposseït de Bukharà i li seria entregada; aquest canvi d'aliances era degut al fet que Burgan Sultan havia matat el governant Yar Muhammad Khan i havia assolit el poder en solitari a Bukharà. Però la primera acció de Nawruz després de l'acord fou contra Miankal, en poder de Iskandar, el pare d'Abd Al·là i, per tant, de la branca de Janibeg. Iskandar va fugir a Balkh i la resta de prínceps de la casa de Janibeg es van refugiar amb Abd Al·là a Karshi. Nawruz va entrar a Miankal i va repartir els territoris entre els seus parents: Kermineh fou pel seu fill Dost Muhammad Sultan; Dabusi per Abdul Sultan (fill d'Abd al-Latif Khan); i Shahr-i Sabz per Gashim Sultan, fill de Burunduk Sultan d'Hissar. Llavors va enviar el seu fill Baba Sultan contra Abd Al·là a Karshi; va combatre amb aquest i el va derrotar; l'oncle d'Abd Al·là, Rustem Khan, va morir a la lluita, i el mateix Abd Al·là va haver de fugir amb les seves tropes i creuar l'Oxus per arribar a Balkh.
El 1555 Nawruz es va dirigir a Bukharà i va assetjar a Burgan Sultan; el setge es va allargar tres mesos; Burgan finalment va demanar ajut a Abd Al·là que llavors estava residint a Andkhuy i Shabirgan; va sortir d'aquesta zona amb 300 guerrers i va arribar a Farab a l'Oxus que ja era domini de Burgan. Aviat va quedar rodejat allí per Sultan Said Khan i per Dost Muhammad Sultan (fill de Nawruz) amb 22.000 homes. Tot i que la seva força era ridícula, Abd Al·là es va aventurar a una sortida que va tenir èxit i els assetjants foren derrotats; el fugitius de l'exèrcit derrotat van arribar al setge de Bukharà on van informar de la notícia i Nawruz va considerar prudent aixecar el setge i va retornar a Samarcanda on va fer arrestar a Sultan Said i el va enviar presoner a Rashid Khan (Abd al-Rashid Khan I, kan de Mogolistan 1533-1560) a Karaigutak (?). Abd Al·là, després de la seva victòria, es va dirigir a Bukharà. Burgan Sultan va anar a Xahrisabz per entrevistar-se amb ell i el va escortar cap a la seva capital, que li va cedir segons l'acord a que havien arribat, retirant-se ell mateix a Karakul. Aviat es va mostrar descontent del canvi i va fer un atac a Bukharà; Abd Al·là el va enfrontar però el seu exèrcit va desertar i es va passar a Burgan i Abd Al·là va haver de fugir cap a Balkh. Burgan va recuperar Bukharà.
A la primavera del 1556, Khalkman de la tribu dels Durmans, enfrontat a Burgan, va incitar als emirs de Karakul a revoltar-se; els rebels van cridar a Abd Al·là que va entrar a Bukharà. Burgan llavors va cridar en ajut a Nawruz, que va iniciar la mobilització d'un exèrcit al que es va unir el mateix Burgan amb les forces que li eren lleials i van assetjar Bukharà. Es van acordar unes condicions de rendició a Abd Al·là, el qual va poder marxar cap a Maymana i Chechket. Burgan va poder retornar a Bukharà i Nawruz va tornar a Samarcanda i d'allí va passar al lloc anomenat Rabat Khoja, a les fonts del riu Dirgem, on es va donar a la disbauxa i es va posar malalt i va morir poc després. El va succeir a Taixkent i Turkestan el seu fill Baba Sultan. El kuriltay va escollir kagan príncep al degà dels membres de la dinastia, Pir Muhammad de Balkh, de la branca de Janibeg.
Nawruz va encunyar moneda a Bukharà. En una carta a Solimà el Magnífic de finals del 1555 explica que kans de la seva família que governaven a Dabusi, Kufin, Kermineh, Kish, Karshi i Khazar,, s'havien revoltat i que passava bona part del seu temps en combatre aquestes revoltes (de les que no sabem res) i que per això no havia pogut fet un moviment al seu favor que li havia estat demanat al Khurasan, i prometia que després de conquerir Bukharà, que encara resistia, atacaria aquesta regió; en una segona carta el febrer del 1556 comunicava a Solimà que Bukharà ja havia caigut; i una tercera carta va seguir poc després; però Solimà li va escriure al seu torn en termes cordials però anunciant que una campanya contra Pèrsia actualment era impossible, ja que havia signat la pau amb l'Imperi Otomà.